# Фрактальная космология
Фрактальная космология — идеи и теории физической космологии, предполагающие бесконечность пространства Вселенной и распределение в нём астрономических объектов по принципу самоподобных структур (фракталов). Фрактальная космология отрицает пространственную однородность Вселенной на больших масштабах и предполагает наличие у неё фрактальной размерности (меньшей, чем 3) — числа, определяющего распределение массы. Именно масса, содержащаяся в шаре с центром в усреднённом астрономическом объекте должна подчиняться степенному закону по отношению к радиусу. В XXI веке идеи фрактальной космологии не пользуются существенной поддержкой академической науки, хотя применение теории фракталов к космологии остаётся предметом теоретических исследований.

## Предпосылки
Развитие фрактальной космологии являлось экстраполяцией предполагаемой некоторыми астрономами XIX века иерархии Вселенной (планеты → планетные/звёздные системы → «звёздные острова» → …), впоследствии ставшей научно признанным фактом. Впрочем, ещё в 1761 году, когда о существовании других галактик не было ничего известно, немецкий учёный Иоганн Ламберт опубликовал «Космологические письма о строении Вселенной», где предположил, что Вселенная устроена иерархично и в больших масштабах: каждая звезда с планетами образует систему первого уровня, далее эти звёзды объединяются в систему второго уровня и т. д. Физические рассмотрения также выяснили, что предположению о (в среднем) равномерном распределении звёзд во Вселенной противоречат два парадокса: фотометрический парадокс (Ольберса) и гравитационный парадокс.
В 1908 году Карл Шарлье на основе идеи Ламберта опубликовал теорию строения Вселенной, согласно которой Вселенная представляет собой бесконечную совокупность входящих друг в друга систем всё возрастающего порядка сложности. В этой теории отдельные звёзды образуют галактику первого порядка, совокупность галактик первого порядка образует галактику второго порядка и т. д. до бесконечности. На основании такого представления о строении Вселенной Шарлье пришёл к выводу, что в бесконечной Вселенной фотометрический и гравитационный парадоксы устраняются, если расстояния между равноправными системами достаточно велики по сравнению с их размерами. Пусть {\displaystyle R_{k}} — средний радиус системы {\displaystyle k}-го уровня, а {\displaystyle N_{k}} — среднее число элементов предыдущего уровня, составляющих систему {\displaystyle k}-го уровня. Тогда, как показал Шарлье, для устранения парадоксов достаточно предположить, что для всех уровней выполняется неравенство
{\displaystyle {\frac {R_{k}}{R_{k-1}}}>{\sqrt {N_{k}}}.}
Если предположить одинаковую для всех уровней фрактальную размерность Вселенной, то она не должна превосходить 2.
Это приводит к непрерывному уменьшению средней плотности космического вещества по мере перехода к системам более высокого порядка. Для устранения парадоксов требуется, чтобы плотность вещества падала быстрее, чем обратно пропорционально квадрату расстояния от наблюдателя.
Однако с развитием теории расширяющейся Вселенной и, в особенности, Общей теории относительности, названные парадоксы снялись другим способом.

## Опровержения
Предписываемая фрактальной космологией Ламберта — Шарлье зависимость массы (или количества галактик) от радиуса шара в наблюдаемой Вселенной не прослеживается, как и не определяются структуры крупнее сверхскопления галактик. Более того, проведённые в XXI веке точные измерения интенсивности реликтового микроволнового излучения показывают малость колебаний гравитационного потенциала в видимой вселенной, что противоречит фрактальной модели (во всяком случае в предположении расширяющейся Вселенной, описываемой согласно ОТО).
Фрактальная космология в понимании Ламберта — Шарлье также противоречит космологическому принципу.

## Современное развитие
В 2002 году российский астрофизик Юрий Барышев опубликовал книгу Discovery of Cosmic Fractals, содержащую обзор идей фрактальной космологии.
Существование больших групп квазаров рассматривается некоторыми учёными как опровержение равномерного распределения массы во Вселенной.